# 伊万尼夫卡 (下布尔卢克长老区)
伊万尼夫卡（烏克蘭語：Іванівка），是烏克蘭東部哈爾科夫州庫普揚斯克區舍夫琴科韦市镇下布尔卢克长老区的村落。處於大布爾盧克河左岸，始建於1805年，面積0.25平方公里，海拔高度120米，2001年人口19。